# أليكس بيريز (مقاتل)
ألكسندر سلفادور بيريز (بالإنجليزية: Alexander Salvador Perez؛ مواليد 21 مارس 1992) هو مُقاتل فنون قتالية مختلطة أمريكي.

## وصلات خارجية
- أليكس بيريز (مقاتل) على موقع يو إف سي (الإنجليزية)
- أليكس بيريز (مقاتل) على موقع شيردوغ (الإنجليزية)